# 미콜라 비초크
미콜라 비초크(우크라이나어: Микола Бичок, 1980년 2월 13일 - )은 우크라이나 그리스 가톨릭교회의 고위 성직자로 2020년부터 멜버른 성 베드로와 성 바오로 우크라이나 가톨릭 교구장으로 재직하고 있다. 2024년 12월 7일 교황 프란치스코에 의해 추기경에 서임되어, 2025년 콘클라베에서 최연소 추기경으로 참여하게 되었다. 그는 구속주회원이다.